# Glória do Ribatejo
Glória do Ribatejo ist ein Ort und eine ehemalige Gemeinde (Freguesia) im portugiesischen Kreis Salvaterra de Magos. Die Gemeinde hatte 3219 Einwohner (Stand 30. Juni 2011).
Am 29. September 2013 wurden die Gemeinden Glória do Ribatejo und Granho zur neuen Gemeinde União das Freguesias de Glória do Ribatejo e Granho zusammengeschlossen. Glória do Ribatejo ist Sitz dieser neu gebildeten Gemeinde.